# Friedrich Franek
Friedrich Franek (16 de julio de 1891 - 8 de abril de 1976) fue un general austríaco en las fuerzas armadas de la Alemania Nazi durante la II Guerra Mundial. Junto con Alois Windisch, fue uno de los dos únicos condecorados con la Cruz de Caballero de la Cruz de Hierro y la Cruz de Caballero de la Orden Militar de María Teresa, el más alto honor militar de Austria-Hungría.  
Hijo de un maestro panadero, Franek se incorporó al Ejército austrohúngaro en 1910 y sirvió con distinción en la I Guerra Mundial, ganándose la Medalla de Oro al Valor. El 10 de junio de 1921 el Capítulo de la Orden Militar de María Teresa concedió a Franek la Cruz de Caballero de esta Orden en reconocimiento a su conducta durante la 11.ª Batalla del Isonzo. 
Después del fin de la guerra, Franek permaneció en el ejército de la recién fundada república austríaca. En 1925 se graduó con un doctorado en ciencia política.
Después de Anschluss, Franek fue transferido a las fuerzas armadas alemanas. En el verano de 1944, Franek estuvo al mando de la 73.ª División de Infantería alemana mientras el Ejército Rojo avanzaba a través de Polonia. A finales de julio, durante la ofensiva de Lublin-Brest, se unió a la batalla en Garwolin con el 2.º Ejército de Tanques de la Guardia soviético bajo el mando de Alexei Radzievsky, cuando las fuerzas alemanas fueron derrotadas y Franek fue hecho prisionero. Fue liberado en 1948.

## Condecoraciones
- Cruz de Caballero de la Cruz de Hierro el 4 de noviembre de 1941 como Oberst y comandante del Infanterie-Regiment 405[2]